# Impasse Philidor
L'impasse Philidor est une voie située dans le quartier de Charonne du 20e arrondissement de Paris.

## Situation et accès
Elle débute au no 16 rue Philidor et se termine en impasse.
L'impasse Philidor est desservie à proximité par la ligne 9 à la station Maraîchers.

## Origine du nom
L'impasse doit son nom à sa proximité avec la rue Philidor.